# Herbert Couper Wilson

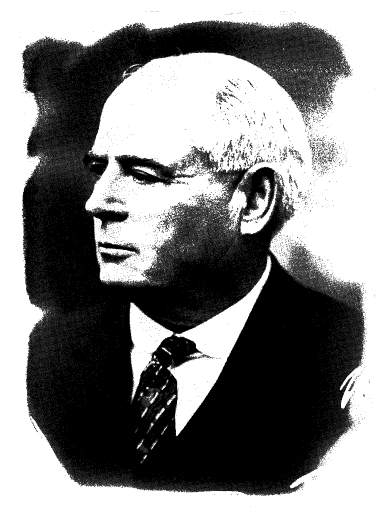
Herbert Couper Wilson

Herbert Couper Wilson (* 24. Oktober 1858 in Lewiston, Minnesota; † 9. März 1940 in Northfield, Minnesota) war ein US-amerikanischer Astronom.
Wilson absolvierte das Carleton College in Northfield, Minnesota. Im Herbst 1880 begann er am Cincinnati Observatory zu arbeiten, unter Professor Ormond Stone. 1887 wurde Wilson am Carleton College angestellt um Mathematik, Physik und Astronomie zu unterrichten. Dabei nutzte er das dortige Goodsell Observatory. Während seinen Beobachtungen entdeckte er drei IC-Objekte.
Am 20. Dezember 1882 heiratete Wilson Mary B. Nichols. Sie hatten drei Töchter und einen Sohn, Ralph Elmer Wilson, der ebenfalls Astronom war.